# Bruno Morandi
Pour les articles homonymes, voir Morandi.
Bruno Morandi est un photographe et journaliste indépendant né à Deauville en 1959.

## Biographie
Né d'une mère normande et d'un père toscan, Bruno passe chaque été dans la Toscane familiale. Architecte de formation,  il devient en 1990 photographe professionnel et réalise depuis des reportages pour de nombreux magazines internationaux. Lors d'un voyage de presse en Mongolie pour le Figaro magazine, il rencontre sa future épouse, Tuul.

## Publications
- 1986 : Le Pakistan, collection Nouvelles frontières, avec Didier Priou, Édition Jeune Afrique,  (ISBN 978-2-869-50055-6)
- 1999 : La Toscane, collection L'esprit du goût, Éditions Plume,  (ISBN 2-84110-094-4)
- 2000 : La Provence, collection L'esprit du goût, Éditions Plume,  (ISBN 2-84110-122-3)
- 2001 : Népal, collection Couleurs et lumières, Édition Arthaud,  (ISBN 2-7003-1307-0)
- 2002 : Toscane éternelle, avec des textes de Curzio Malaparte, Édition Arthaud,  (ISBN 2-7003-1331-3)
- 2002 : Villages de Toscane, Édition Arthaud,  (ISBN 2-7003-1315-1)
- 2003 : Impressions of Rajasthan, Édition Flammarion,  (ISBN 2-08-011171-X)
- 2003 : Tableaux du Rajasthan, Édition Arthaud,  (ISBN 2-7003-1350-X)
- 2006 : La Sicile, collection Grands voyageurs, Éditions Du Chêne,  (ISBN 2-84277-665-8)
- 2017 : Entre Ciel et Steppe, la Mongolie de Gengis Khan, avec son épouse Tuul Morandi, Éditions Hozhoni,  (ISBN 978-2372410304)[1]
- 2018 : La Grande Odyssée des Chats, avec son épouse Tuul Morandi, Éditions Hozhoni,  (ISBN 978-2-37241-050-2)[3],[4],[5]
- 2021 : Les routes du thé avec Tuul Morandi, Éditions Hozhoni,  (ISBN 978-2-37241-073-1)[6],[7]
- 2023 : La Mongolie de Gengis Khan avec Tuul Morandi, Éditions Hozhoni  (ISBN 978-2-37241-030-4)[2].

## Expositions
- 2005 Festival Manifesto, Toulouse - Hijra les demi-femmes du Pakistan
- 2006 Université Paris VIII - Hijra les demi-femmes du Pakistan
- 2009 Musée des Arts Asiatiques, Nice – Trésors du Bouddhisme au Pays de Gengis Khan, Collectif
- 2010 Festival Crescend’eaux, Enghien les Bains, collectif
- 2011 Cool Art Café, Bruxelles, Do you believe ? - Holi, la fête des couleurs
- 2012 Festival Barrobjectif, Charente - Holi, la fête des couleurs
- 2012 Vivienne Art Galerie, Paris - Horizons Mongols
- 2013 Festival de la photographie de Dax – Holi, la fête des couleurs
- 2017 Festival international de la photo animalière et de nature de Montier-en-Der - Entre Ciel et Steppe, la Mongolie de Gengis Khan
- 2018 Festival Curieux Voyageurs, Saint-Etienne - La Mongolie de Gengis Khan[8]
- 2018 Musée des Arts Asiatiques de Nice - La Mongolie de Gengis Khan
- 2018 Quinzaine de la Photographie de Cholet - La Mongolie de Gengis Khan
- 2018 Festival Photographique Influences Indiennes - Les Métamorphoses du Sari
- 2018 Festival Phot'Aubrac - La Mongolie de Gengis Khan
- 2019 NoMad Festival, Cergy-Pontoise - La Mongolie de Gengis Khan
- 2019 - 2020 Musée des Merveilles de Tende - Horizons Mongols[9]
- 2021 NoMad Festival, Cergy-Pontoise - Hommage à l'Inde
- 2021-2022 Musée des Arts Asiatiques de Nice - Les routes du thé en Asie
- 2022 Festival Curieux Voyageurs, Saint-Etienne - Les Routes du Thé
- 2022 Festival Curieux Voyageurs, Saint-Etienne - Hommage à l'Inde
- 2022 Salons d’exposition de l’Hôtel de Ville, La Celle Saint-Cloud - Sur la route des Steppes nomades de Gengis Khan à nos jours
- 2023 Médiathèque de la Tremblaye, Bois d'Arcy - Sur la route des Steppes nomades de Gengis Khan à nos jours
- 2024 Château des Ducs de Bretagne, Nantes - Sur la route des steppes nomades 2024[10],[11]

## Filmographie
- 2010 Le chemin de Yasmine - Film documentaire de 26 min sur le soufisme au Pakistan - Nommé au festival du film Asiatique de Vesoul